# Neolamprologus furcifer
Neolamprologus furcifer е вид лъчеперка от семейство Цихлиди (Cichlidae).

## Разпространение
Видът е разпространен в Бурунди, Демократична република Конго, Замбия и Танзания.